# Intars Busulis

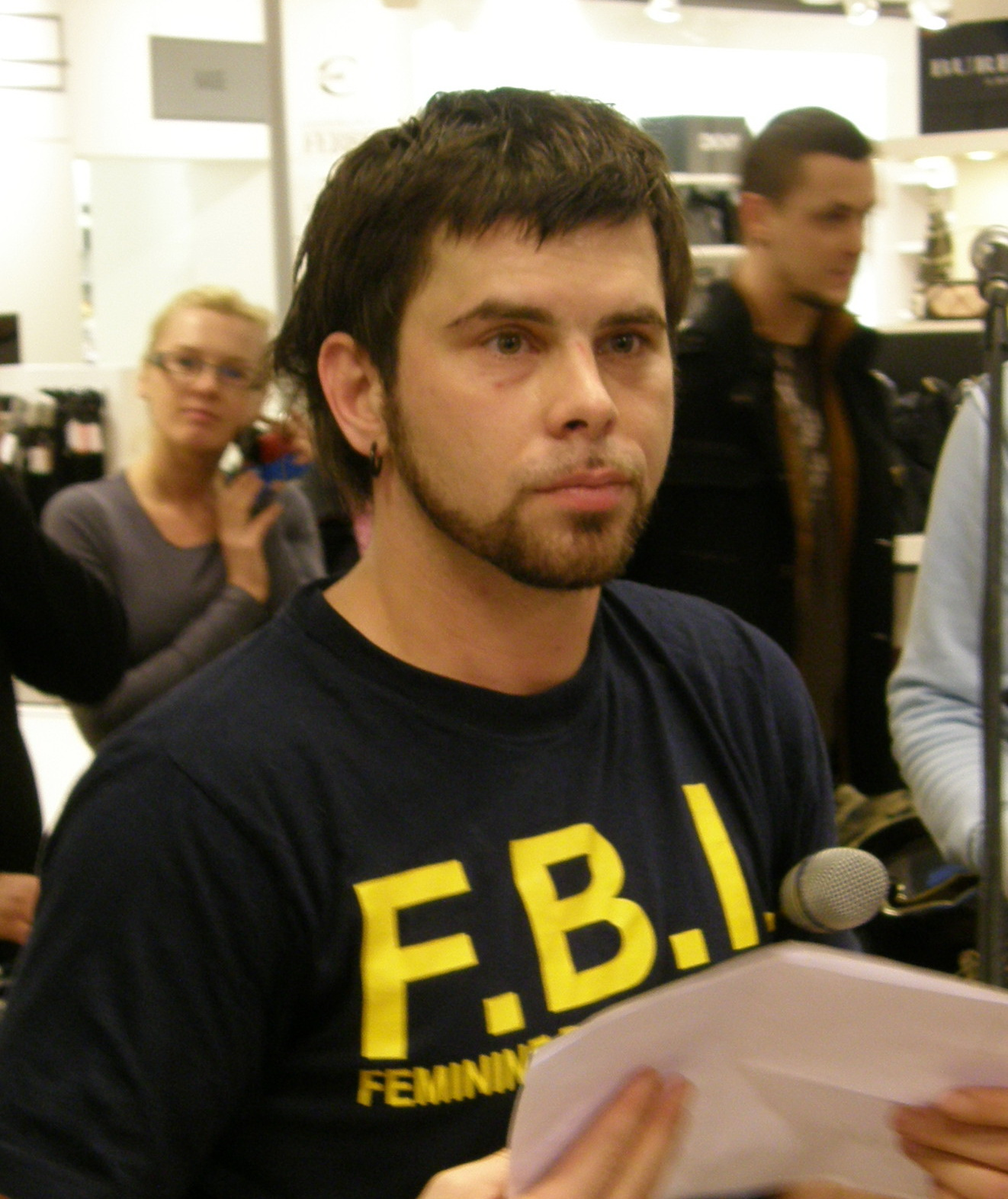
Intars Busulis.

Intars Busulis, född 2 maj 1978 i Talsi, är en lettisk sångare. Han representerade Lettland i Eurovision Song Contest 2009 i Moskva. Intars vann Lettlands uttagning med låten "Sastrēgums" på lettiska, men avslöjade sedan att han skulle sjunga den på ryska i storfinalen i Moskva under namnet "Probka", vilket gjorde många letter upprörda. Han tävlade i den andra semifinalen den 14 maj, men missade finalen den 16 maj.